# Карфон (Белуно)
Карфон (итал. Carfon) је насеље у Италији у округу Белуно, региону Венето.
Према процени из 2011. у насељу је живело 50 становника. Насеље се налази на надморској висини од 1152 м.